# Rhampholeon platyceps
Rhampholeon platyceps là một loài thằn lằn trong họ Chamaeleonidae. Loài này được Günther mô tả khoa học đầu tiên năm 1893.